# Sociedade Desportiva Serra Futebol Clube
El Serra FC es un equipo de fútbol de Brasil que juega en el Campeonato Capixaba, la primera división del estado de Espírito Santo.

## Historia
Fue fundado el 24 de julio de 1930 en la ciudad de Serra del estado de Espírito Santo como uno de los dos equipos representantes de la ciudad junto al Doze de Octobro.
Fue hasta 1997 que se convirtió en un equipo profesional y logró el ascenso por primera vez a la primera división del Campeonato Capixaba para la temporada 2018, en la cual terminó en sexto lugar.
A partir de 1999 empezó a vivir el mejor momento en la historia del club al ganar el campeonato estatal por primera vez, y con ello obtener el ascenso al Campeonato Brasileño de Serie C, con lo que jugaría por primera vez a nivel nacional, temporada en la que estuvo cerca de conseguir el ascenso al Campeonato Brasileño de Serie B, temporada en la que vencieron al Fluminense FC en el Estadio Maracaná 2-1, siendo esa la única vez en la temporada que un equipo proveniente de ligas estatales ganó en esa sede.
En el 2000 pierden la final ante el Desportiva Ferroviária por el Campeonato Capixaba 0-3, pero consiguieron clasificar a la Copa de Brasil por primera vez, donde fueron eliminados por el Santos FC, uno de los grandes de Brasil.
En 2003 gana su segundo título estatal al vencer 2-1 a Estrela do Norte, mismo año en donde ganaron el título de categoría juvenil. Un año más tarde repiten como campeones estatales al vencer 4-0 al CTE Colatina como campeón invicto, y en ese año fueron eliminados en la primera ronda de la Copa de Brasil 1-4 ante el Atlético Mineiro en donde figuraba el mediocampista Fred y en el Campeonato Brasileño de Serie C terminaron en el lugar 19 entre 60 participantes.
En 2005 consiguen su tercer título estatal consecutivo, clasificando a la Copa de Brasil nuevamente siendo eliminados otra vez en la primera ronda por el Brasiliense FC y en el Campeonato Brasileño de Serie C terminaron en el lugar 22 entre 63 equipos.
En 2008 gana el título estatal por quinta ocasión al vencer en la final a Rio Bananal FC, aunque su participación en la Serie C fue algo discreta al terminar en el lugar 49 entre 63 equipos. Un año después enfrentó al Centro Desportivo Alagoano por la Copa de Brasil donde fue eliminado por un marcador global de 3-6.
En 2012 el club desciende a la segunda división estatal luego de hacer solo 10 puntos en 18 partidos, regresando en la temporada 2017 como campeón. En 2018 se convierte en campeón estatal por sexta ocasión al vencer en la final al Espírito Santo FC con marcador de 2-1. En la Copa de Brasil de 2019 supera por primera vez la primera ronda, algo que no pasaba con un club del Campeonato Capixaba desde 1994 con el desaparecido Linhares EC, al eliminar al Clube do Remo del Campeonato Paranaense 1-0y y termina eliminado en la segunda ronda 0-2 por el CR Vasco da Gama del estado de Río de Janeiro.

## Uniformes
| Local 2019 | Visita 2019 | Tercero 2019 | Local 2018  | Visita 2018  |
| Local 2017 | Visita 2017 | Local 2016   | Visita 2016 | Tercero 2016 |
| Local 2012 | Visita 2012 | Tercero 2012 |             |              |

## Palmarés

### Estatales
- Campeonato Capixaba: 6

1999, 2003, 2004, 2005, 2008, 2018
- Capixaba Serie B: 2

1997, 2017

### Municipales
- Supercampeonato de Serra: 4

1985, 1987, 1989, 1996
- Copa Ciudad de Serra: 1

2001

## Jugadores

### Jugadores destacados
- Gabriel Silva
- Wellington